# 姪娘
姪娘（めいのいらつめ、生没年不詳）は、蘇我倉山田石川麻呂の娘。
天智天皇の妃となり、御名部皇女と阿閇皇女（後の元明天皇）を生む。姉には、同じく天智天皇の妃となった遠智娘がいる。同じ天智天皇の妃となった、蘇我赤兄の娘の常陸娘・天武天皇に嫁いだ大蕤娘姉妹とは従姉妹にあたる。
姉の死後は、自身の2人の娘とともに、姉の遺した2人の皇女も一緒に育てたといわれる。そのため、姉の子である鸕野讚良皇女（持統天皇）は、のちに、我が子草壁の妃に姪娘の娘の阿閇皇女（元明天皇）を、草壁の死後、片腕となった高市皇子の妃に御名部皇女を迎えた。
水谷千秋は、姪娘について、死去や墓に関する記録がないことに注目し、その理由を、壬申の乱において近江朝廷方として最後まで抵抗し、非業の死をとげたためではないかと推測している（水谷千秋『女たちの壬申の乱』、文春新書、2021）。

## 系譜
- 父：蘇我倉山田石川麻呂
- 姉妹：遠智娘
- 夫：天智天皇
- 子女：御名部皇女・阿閇皇女（元明天皇）
- 孫：長屋王・元正天皇・文武天皇・吉備内親王